# Diez Mandamientos en la Iglesia católica

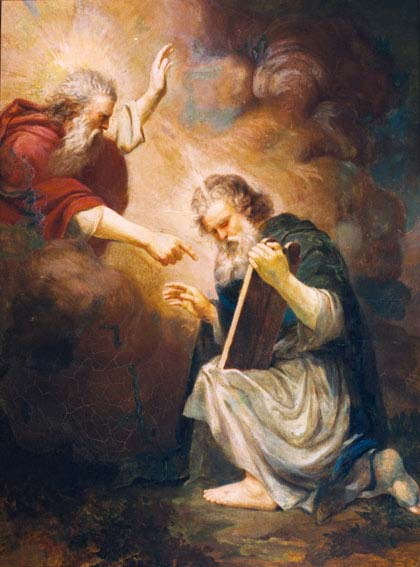
Moisés recibiendo las Tablas de la Ley (pintado por João Zeferino da Costa, 1868)

La doctrina católica sobre los Diez Mandamientos se refiere al conjunto de las enseñanzas oficiales del Magisterio de la Iglesia católica, expresados en numerosísimos documentos eclesiásticos, particularmente en el Catecismo de la Iglesia católica, sobre los mandamientos listados en Éxodo 20:1-17 y Deuteronomio 5:6–21. Estos mandamientos o preceptos, vulgarmente llamados "Diez Mandamientos", son un conjunto de imperativos morales y religiosos que son reconocidos como una base moral en las principales religiones abrahámicas (judaísmo, cristianismo e islam). Estas tres religiones creen que los Diez Mandamientos forman parte de la Alianza establecida por Dios con los Israelitas. De acuerdo con el Catecismo de la Iglesia católica —considerado como el medio oficial donde se hallan expuestas las creencias cristianas propias de la Iglesia católica— los Mandamientos son esenciales para la salvación y crecimiento espiritual de las almas; sirviendo también como fundamento para la enseñanza de la religión. Examinar si los Diez Mandamientos fueron cumplidos o no es una de las formas de examen de conciencia más frecuentes usada por católicos antes de recibir el sacramento de la Penitencia.
Los Diez Mandamientos aparecen en los escritos cristianos de los primeros siglos; el Catecismo menciona que estos han «ocupado un lugar predominante» en la enseñanza de la fe desde los tiempos de San Agustín (354-430). Previo a la celebración del Cuarto Concilio de Letrán en 1215, la Iglesia no contaba con ningún modelo oficial para la enseñanza religiosa; evidencias sugieren que los Mandamientos se utilizaron en la educación cristiana primitiva  y durante la Edad Media. La percepción de falta de instrucción en los mandamientos por parte de algunas diócesis fue la base de una de las críticas lanzadas contra la Iglesia por los reformadores protestantes contra la Iglesia. Si bien el primer catecismo religioso, lanzado en 1566, introdujo «discusiones minuciosas en torno a cada mandamiento», éste prestó una mayor atención a los siete sacramentos. En el más reciente Catecismo se incluye una extensa sección con el propósito de definir a cada uno de los mandamientos.
La enseñanza religiosa de los Mandamientos está basada primordialmente en el Antiguo y Nuevo Testamento, así como en los escritos de los Padres de la Iglesia. Acorde a las escrituras, en el Nuevo Testamento, Jesús reconoció su validez e instruyó a sus discípulos a que los perfeccionaran, exigiendo una justicia superior a la de los escribas y fariseos. Resumidos por Jesús en dos «grandes mandamientos» que enseñan el amor a Dios y al prójimo, estos tienen como finalidad educar a las personas en ambos aspectos. Los primeros tres mandamientos exigen respeto hacia el nombre de Dios, la observación del Día del Señor, y la prohibición del culto a otros dioses. Los restantes tratan de las relaciones con el prójimo, como por ejemplo el vínculo entre padre e hijo; y prohíben la mentira, el hurto, el asesinato, el adulterio y la avaricia.

## Introducción doctrinal
Según la doctrina de la Iglesia católica, los Diez Mandamientos (o Decálogo) son la síntesis de toda la Ley de Dios (o Ley moral) y la base mínima y fundamental de la moral católica. Por eso, la Iglesia católica exige a sus fieles el cumplimiento obligatorio de esas reglas. Según la doctrina de la Iglesia, quien no sigue estas reglas, comete pecado y, dependiendo de la gravedad de la transgresión se desvía parcial o totalmente de Dios y de su amor, rechazando así la salvación y felicidad eterna ofrecidas por Dios. Sin embargo, como el amor de Dios es infinito y como Jesús ya se sacrificó en la cruz, todos los hombres pueden ser perdonados por Dios en cualquier momento, desde que se arrepientan de un modo libre y sincero y se comprometan a hacer lo posible para perdonar a sus enemigos. Ese perdón de los pecados puede ser concedido por Dios por medio de la Iglesia, por la primera vez, a través del Sacramento del bautismo y después, normalmente, a través del sacramento de la Reconciliación (llamado también de Penitencia o Confesión).
Según las propias palabras de Jesús, es necesario observar los Diez Mandamientos "para entrar en la vida eterna", además de ser necesario para que los fieles muestren su agradecimiento y pertenencia a Dios. Esos mandamientos, que dictan los deberes fundamentales del hombre para con Dios y con su prójimo, dan a conocer también la voluntad divina.
Al anunciar el Evangelio y el Reino de Dios, Jesús llevó a su "perfección y cumplimiento" la Ley de Dios y, por lo tanto, también los Diez Mandamientos. Eso quiere decir que el interpretó plenamente y dio el sentido último a las verdades reveladas por Dios a lo largo del Antiguo Testamento y renovó la alianza entre Dios y los hombres, instaurando así el Nuevo Testamento (o la Nueva Alianza). Para Jesús, toda la Ley de Dios se cumple y se resume en el doble y único mandamiento del amor a Dios y al prójimo: "Amarás al Señor tu Dios con todo tu corazón, con toda a tu alma y con toda tu mente. Este es el mayor y el primero de los mandamientos. Y el segundo es semejante al primero: amarás a tu prójimo como a ti mismo. De estos dos mandamientos depende toda la Ley y los Profetas".

## Numeración
El Antiguo Testamento menciona diez mandamientos individuales; a pesar de que hay más de diez oraciones imperativas en los dos textos más relevantes: Éxodo 20:1-17 y Deuteronomio 5:6-21. Asimismo, no esclarece la forma en que estos textos deberían dividirse para que, a su vez, den lugar a los diez mandamientos. La división tradicionalmente utilizada por la Iglesia Católica y Luterana se dio a conocer originalmente por uno de los Padres latinos de la Iglesia, Agustín de Hipona (354–430), en su libro Questions on Exodus. Otras iglesias Cristianas, como la Iglesia Ortodoxa y algunas iglesias Protestantes, usan una de las formas establecidas por los Padres Griegos. Ambas formas difieren un poco en la numeración, aunque mantienen la misma esencia. La numeración judía difiere de las denominaciones cristianas en cuanto a la consideración de que el prólogo referido por los cristianos es realmente el primer mandamiento íntegro.

## Surgimiento y obtención de los Diez Mandamientos
Según se cree, Moisés pasó cuarenta días y cuarenta noches en la cima del Monte Sinaí; pues, según la Biblia, Yahveh se lo pidió como una muestra de lealtad hacia él. Así, conforme a las escrituras, los Mandamientos le serían dados a Moisés para que se los enseñase al pueblo. Aunque existen muchas controversias con respecto a quién escribió los Mandamientos, unos suelen adjudicar esta acción a Dios mientras que otros consideran que Dios le dijo a Moisés que escribiera en ellas lo que él decía; sin embargo, la mayoría de las personas suele abdicarse por la primera, como creyentes. La Biblia también pone dos conjuntos de leyes; el primero, más breve, contiene los Diez Mandamientos. Posteriormente, se encuentra otro código, del tiempo en que los israelitas se establecieron en Canaán, llamado Código de la Alianza. La creencia en los Diez Mandamientos a veces suele ser muy contradictoria pues Moisés realizó una copia semejante de los Diez Mandamientos no obstante, la Ley de Moisés se pone en contra nuestra, no juzga a nadie, es una carnal y no es perfecta, contrario a la Ley de Dios. Una hipótesis muy rechazada por los creyentes de la Iglesia católica es la de El Libro de los Esenios de Moisés, que relata cómo Moisés recibió 2 tablas, siendo la primera de ellas la verdadera. Debido a que el Pueblo no era digno de ella, Moisés tuvo que romperlas por la falta de conciencia de la gente. Así que Dios, a cambio, le dejó al pueblo hebreo una ley mucho más severa, que es la vigente.

## Historia
Los Diez Mandamientos son reconocidos como una base moral en el Judaísmo, Cristianismo e Islam. Estos aparecen por primera vez en el Libro de Éxodo, según el cual Moisés, actuó bajo las órdenes de Dios, liberando a los israelitas de la esclavitud en Egipto. Según la enseñanza religiosa, Dios ofreció un pacto —el cual incluía los Diez Mandamientos—para también liberarlos de la "esclavitud espiritual" del pecado. Algunos historiadores han descrito esto como el "evento central en la historia de la Antigua Israel".
La venida de Jesús está visto por la Iglesia católica como el cumplimiento del Antiguo Testamento y de los Judíos, que fueron elegidos, de acuerdo a Peter Kreeft, para "mostrar el verdadero Dios al mundo". Jesús dio a conocer los Mandamientos e instruyó a sus seguidores perfeccionarlos, exigiendo "más, no menos: una justicia superior a la de los Escribas y Fariseos". Kreeft argumenta que, "Los Mandamientos son el orden moral lo que la historia de la creación en Génesis es el orden natural. Ellos son la base de Dios para conquistar el caos. No son ideas de los hombres acerca de Dios, pero sí ideas de Dios sobre el hombre". La Iglesia enseña que Jesús liberó a las personas de mantener "la ley Judía (Torá) con sus 613 normas distintas [pero] no de la obligación de guardar los Diez Mandamientos", porque los Diez Mandamientos "fueron escritos por el dedo de Dios", a diferencia de "los escritos por Moisés". Esta doctrina fue reafirmada en el Concilio de Trento (1545-1563) y en el Concilio Vaticano II (1962-1965).
Aunque sea incierto el papel que jugaban los Diez Mandamientos en los inicios de la labor cristina, la evidencia sugiere que se recitaban durante algunos servicios y que fueron utilizados en la educación cristiana. Por ejemplo, los Mandamientos están incluidos en uno de los primeros escritos cristianos, conocido como Enseñanza de los Doce Apóstoles o Didaché. Los expertos sostienen que los Mandamientos fueron considerados por la Iglesia primitiva como un resumen de la Ley de Dios. El erudito protestante Klaus Bockmuehl cree que la Iglesia remplazó los mandamientos con las listas de las virtudes y los vicios, tales como los siete pecados capitales, del año 400 al 1200. Otros estudiosos sostienen que a lo largo de la historia de la Iglesia los Mandamientos han sido utilizados como un examen de conciencia y que muchos teólogos han escrito sobre ellos. Si bien existe evidencia de que los Mandamientos eran parte de la catequesis en los monasterios y otros lugares, no había una posición oficial de la Iglesia para promover métodos específicos de enseñanza de la religión durante la Edad Media. El IV Concilio de Letrán (1215) fue el primer intento de remediar este problema. La evidencia sobreviviente revela que los esfuerzos de algunos obispos para poner en práctica las resoluciones del Concilio incluyeron un énfasis especial en la enseñanza de los mandamientos en sus respectivas diócesis. Siglos más tarde, la falta de enseñanza en ellos por algunas diócesis forman la base de una de las críticas lanzadas contra la Iglesia por los reformadores protestantes.
Los catecismos producidos en diócesis específicas a mediados del siglo XIV pusieron mayor énfasis en los Mandamientos y sentaron las bases para la fundación de primer catecismo oficial de la Iglesia, el Catecismo Romano de 1566. Comisionado por el Concilio de Trento, este proporcionó "debates a fondo de cada Mandamiento" pero le concedió más énfasis a los siete sacramentos para resaltar la creencia católica de que la vida cristiana dependía de la gracia únicamente obtenida a través de la vida sacramental proveniente de la Iglesia católica. Este énfasis entró en conflicto con las creencias protestantes, que celebraba los Mandamientos como la fuente de la gracia divina. Mientras que las encíclicas papales más recientes ofrecen interpretaciones en la enseñanza de la Iglesia sobre los mandamientos individuales, a través de la historia oficial de la Iglesia señalan que las enseñanzas de los Mandamientos están basados en el Antiguo y Nuevo Testamento y en los primeros escritos de los Padres de la iglesia "primitiva", Orígenes, Ireneo y Agustín. Más tarde, los teólogos Tomás de Aquino y Buenaventura ofrecieron comentarios notables sobre los Mandamientos. Santo Tomás de Aquino, doctor de la Iglesia, considera que los Mandamientos son los "principales preceptos de justicia y de todas las leyes, y la razón natural les da su consentimiento inmediato como principios claramente evidentes".
El más reciente Catecismo de la Iglesia católica -el resumen oficial de las creencias de la Iglesia- dedica una gran parte a los mandamientos,  sirviendo hoy de base para la enseñanza social católica. Según el Catecismo, la Iglesia les ha dado un lugar predominante en la enseñanza de la fe desde el siglo V. Kreeft explica que la Iglesia los considera como "un camino de vida" y un "camino a la libertad", así como un patio de recreo de la escuela protege a los niños de "los peligros que amenazan la vida".

## Mandamientos

### El Primer Mandamiento
El primer mandamiento, según la doctrina de la Iglesia, "significa que [los seguidores] deben rezar y adorar a Dios solo porque Dios es único". El Catecismo explica que se prohíbe la idolatría, proporcionando ejemplos de prácticas prohibidas, como la adoración a cualquier criatura, a los antepasados y a "'demonios... el poder, el placer, la raza, el Estado [y] el dinero". Agustín interpreta este mandamiento como "Ama a Dios y luego haz lo que quieras". Explicando este sentimiento, Kreeft sostiene que todo pecado "sirve a otro dios, obedece a otro comandante: el mundo, la carne o el diablo".
La Iglesia católica considera que este mandamiento contiene las tres virtudes teologales. La primera virtud, la fe, instruye a los católicos a creer en Dios y evitar la herejía, apostasía y el cisma. La segunda virtud, la esperanza, advierte a los católicos contra la desesperación y la presunción. Según el Catecismo, la virtud última, la caridad, solo puede alcanzarse si los católicos se abstienen a la indiferencia o la ingratitud hacia Dios, y a evitar la pereza espiritual y el odio a Dios derivado del orgullo. El Catecismo enumera violaciones específicas a este mandamiento, incluyendo la superstición, el politeísmo, el sacrilegio, el ateísmo, el agnosticismo, la irreligión y todas las prácticas de magia y brujería. Además, prohíbe la astrología, la quiromancia y la consulta de horóscopos o médiums. Los atributos del Catecismo consideran las acciones anteriores como un "una voluntad de poder sobre el tiempo, la historia y, finalmente, los hombres, a la vez que un deseo de granjearse la protección de poderes ocultos".

#### Imágenes

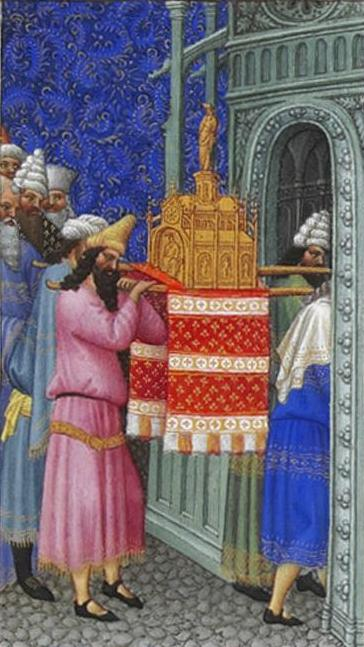
El Arca de la Alianza llevada al Templo de Jerusalén.

Aunque los católicos sean frecuentemente acusados de adorar a las imágenes, en violación del primer mandamiento, la Iglesia dice que esto es un malentendido. Según la opinión de la Iglesia, "El honor tributado a las imágenes sagradas es una “veneración respetuosa”, no una adoración, que solo corresponde a Dios". En los primeros siglos de la Iglesia, surgieron grandes discusiones sobre si los iconos religiosos estaban prohibidos por el primer mandamiento. La disputa se limita casi exclusivamente a la Iglesia de Oriente, los "iconoclastas" quisieron prohibir los iconos, mientras que los iconódulos apoyaban su veneración. En el Segundo Concilio de Nicea en el 787, el concilio ecuménico determinó que la veneración de los iconos y las estatuas no estaba en violación de la orden y declaró que "el que venera una imagen, venera al que en ella está representado". En la época de controversia sobre la iconoclastia, la Iglesia Occidental pasó a usar esculturas monumentales, que por el arte románico se convirtieron en una de las principales características del arte cristiano occidental, que se mantuvo parte de la tradición católica, en contraste con el cristianismo oriental, que evita grandes esculturas religiosas. El catecismo postula que Dios dio permiso para las imágenes que simbolizan la salvación cristiana, dejando símbolos como la serpiente de bronce, y los querubines sobre el Arca de la Alianza. Se dice que "El Hijo de Dios, al encarnarse, inauguró una nueva economía de las imágenes".
La Conferencia de los Obispos Católicos de los Estados Unidos (USCCB) explica el catecismo en su libro titulado Catecismo de los Estados Unidos para Adulto, publicado en 2006. Con respecto a las imágenes grabadas, exponen que este mandato aborda la idolatría que en la antigüedad se expresaba en la adoración de tales cosas como "sol, luna, estrellas, árboles, toros, águilas y serpientes", así como "emperadores y reyes". Explican que hoy, la idolatría se expresa en la adoración de otras cosas, y enumeran algunas como el "poder, dinero, materialismo y deportes".

### Segundo Mandamiento
El segundo Mandamiento prohíbe el uso del nombre de Dios en vano. Muchas culturas antiguas creían que los nombres eran sagrados, en algunas había prohibiciones de cuando el nombre de una persona podía ser hablado. El Evangelio de Juan relata un incidente en el que un grupo de judíos intentaron apedrear a Jesús después de que usara un nombre sagrado de Dios para referirse a sí mismo. Interpretaron su declaración como un reclamo de divinidad. Dado que no creían que él era Dios, consideraron este hecho como una blasfemia, que bajo la ley mosaica conlleva una pena de muerte. Kreeft escribe que todos los nombres por los cuales Dios es conocido son sagrados, y por lo tanto todos los nombres están protegidos por el segundo mandamiento. El Catecismo dice, "el respeto a su Nombre expresa la que es debida al misterio de Dios mismo y a toda la realidad sagrada que evoca". El Catecismo también requiere el respeto de los nombres de las personas, por respeto a la dignidad de la persona.
El sentimiento detrás de este Mandamiento es más codificado en la Oración del Señor, que comienza así: "Padre nuestro que estás en los cielos, santificado sea tu nombre". Según el papa Benedicto XVI, cuando Dios reveló su nombre a Moisés estableció una relación con la humanidad, Benedicto XVI afirma que la Encarnación fue la culminación de un proceso que "se había iniciado con la entrega del nombre divino". Benedicto XVI explica que esto también puede causar que el nombre divino podría ser mal utilizado y que la inclusión de Jesús de "santificado sea tu nombre" sea un motivo para la santificación del nombre de Dios, para "proteger el maravilloso misterio de su accesibilidad a nosotros, y constantemente afirmar su verdadera identidad frente a nuestra distorsión".
Según la doctrina católica, este mandamiento no se opone a la utilización del nombre de Dios en la toma de juramentos solemnes administrados por la autoridad legítima. Sin embargo, mentir bajo juramento, invocando el nombre de Dios para propósitos mágicos, o expresar palabras de odio o rebeldía contra Dios, se consideran pecados de blasfemia.

### Tercer Mandamiento

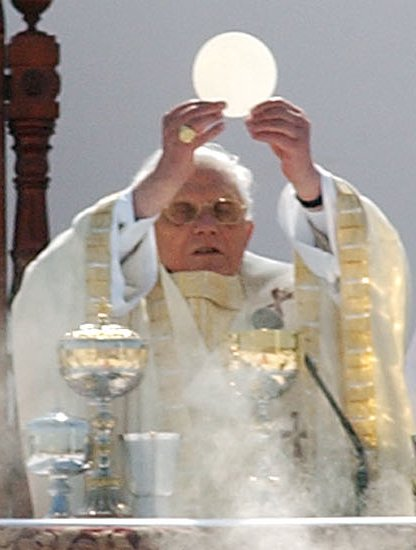
Papa Benedicto XVI celebrando la Eucaristía.

Citando al rabino judío y erudito Jacob Neusner, el Papa Benedicto XVI explica que para Israel este Mandamiento era más un ritual que un mandamiento, puesto que era una manera de imitar a Dios, que descansó el séptimo día después de la creación. Asimismo, constituye el núcleo del orden social.
A pesar de que algunas denominaciones cristianas siguen la práctica judía de observar el "sabbat" el sábado, los católicos, junto con la mayoría de los cristianos, aprecian el domingo como un día especial, que ellos llaman el "Día del Señor". Esta práctica se remonta al siglo I, derivados de su creencia de que Jesús resucitó de los muertos el primer día de la semana." La Didaché pide a los cristianos que se reúnan en el Día del Señor para partir el pan y dar gracias. Tertuliano es el primero en mencionar el descanso dominical: "Nosotros, sin embargo (así como la tradición nos ha enseñado), el día de la Resurrección del Señor no solo se debe no estar de rodillas, sino que cada postura y oficinas de solicitud, aplazando incluso nuestros negocios para que no le demos un lugar al diablo".
En el siglo VI, San Cesáreo de Arlés enseñó que toda la gloria del Sabbath judío había sido trasladada al domingo y que los cristianos deben guardar el domingo como a los Judíos se les ordena guardar el sábado, pero el Concilio de Orleans en el 538 reprobó esta tendencia como judía y no cristiana.
Los líderes de la Iglesia de los siglos posteriores al descanso dominical inscritos en la enseñanza oficial de la Iglesia, y los gobiernos cristianos han intentado aplicar el descanso dominical a lo largo de la historia. Para los católicos, la enseñanza de Jesús fue que "el sábado se hizo para el bien del hombre, y no el hombre para el sábado" respecto a las buenas obras "cuando las necesidades de otros lo exigen" pueden ser parte del día de descanso. El Catecismo ofrece pautas sobre cómo vivir el Día del Señor, que incluyen asistir a misa los domingos y días santos de obligación. En estos días, los católicos pueden no trabajar o realizar actividades que "impidan el culto debido a Dios", pero "la realización de las obras de misericordia y relajación adecuada en un espíritu de alegría" están permitidos.
Según la USCCB, este mandamiento "se ha concretado para los católicos" como el primero de los cinco mandamientos de la Iglesia. Esta conferencia Episcopal cita la encíclica papal Dies Domini (1998) de Juan Pablo II:

Debido a que los fieles están obligados a asistir a la misa a menos que haya un impedimento grave, a los padres les es correspondiente el deber de ofrecer a todos la posibilidad real de cumplir el precepto... Sin embargo, más que un precepto, la observancia debe ser vista como una necesidad creciente de las profundidades de la vida cristiana. Es sumamente importante que todos los fieles deban estar convencidos de que no pueden vivir su fe o de participar plenamente en la vida de la comunidad cristiana, a menos que participan regularmente en la asamblea eucarística dominical.

### Cuarto Mandamiento
El Papa Benedicto XVI afirmó que el rabino Neusner "ve correctamente este mandamiento como el ancla en el corazón del orden social". Este mandamiento fortalece las relaciones generacionales, hace explícita la conexión entre el orden familiar y la estabilidad social, y revela que la familia es "querida y protegida por Dios." Porque el amor incondicional de los padres para con sus hijos, conforme a las enseñanzas de la Iglesia, reflejan el amor de Dios y también porque ellos tiene el deber de pasar la fe a sus hijos, el Catecismo llama a la familia "una iglesia doméstica", "una comunidad privilegiada" y la "célula original de la vida social".
El Catecismo dice que este mandamiento exige deberes de los hijos a sus padres que incluyen:
1. Respeto filial para con los padres, que también engloba "las relaciones entre hermanos y hermanas".[79]
2. Gratitud.[83]
3. Obediencia a los padres mientras el niño viva en su casa "cuando es para su bien o para el bien de la familia",[83] excepto cuando la obediencia exige que el niño haga algo moralmente equivocado.
4. Cuando los hijos ya estén grandes, ofrecer, si fuera necesario, apoyo material y moral a sus padres en la vejez, especialmente en tiempos de "enfermedad, soledad o abatimiento."[79][83]

De acuerdo con el Catecismo, ese mandamiento también requiere obligaciones por parte de los padres para con sus hijos, entre las cuales se incluyen:
1. "Educación moral, formación espiritual y evangelización" de sus hijos.
2. "Respeto a sus hijos como hijos de Dios y personas humanas."
3. "Disciplina adecuada para los hijos, pero teniendo el cuidado de no provocarlos."
4. "Evitar presionar para escoger una determinada profesión o cónyuge", lo que no impide a los padres dar "sabios consejos".[84]
5. "Ser un buen ejemplo" para sus hijos.
6. Reconocer "los propios defectos" delante de sus hijos para orientarlos y corregirlos.[79][84]

#### Expansión de Jesús
El Evangelio de Mateo relata que cuando alguien le dice a Jesús "he aquí tu madre y tus hermanos están afuera, y te quieren hablar", Jesús les respondió diciendo: "¿Quién es mi madre, y quiénes son mis hermanos? Y extendiendo su mano hacia sus discípulos, dijo: He aquí mi madre y mis hermanos. Porque todo aquel que hace la voluntad de mi Padre que está en los cielos, ése es mi hermano, y hermana, y madre." El Papa Benedicto XVI afirma que Jesús llevó hasta el cuarto mandamiento a un nivel nuevo y superior. El catecismo cree que al hacer la voluntad de Dios, cualquiera puede convertirse en parte de la familia universal de Jesús y, por consiguiente, de Dios. Así, las responsabilidades del cuarto mandamiento se extendieron a la sociedad y exigen respeto de las "legítimas autoridades sociales". El Catecismo especifica los "deberes de los ciudadanos y de las naciones", que Kreeft resume como:
1. "Obediencia y honra" para "todos los que para nuestro bien, reciben de Dios autoridad en la sociedad".
2. "Paga de impuestos, ejercicio del derecho de voto y defender el país".
3. "La obligación de ser vigilante y crítico", lo que exige que los ciudadanos critiquen lo que perjudica la dignidad humana y a la comunidad.
4. "El deber de desobediencia" a las autoridades civiles y directrices que son contrarias al orden moral.
5. "Practicar la caridad", que es una "necesidad para cualquier familia o sociedad funcional"; es el "mayor mandamiento social" y requiere que las personas amen a Dios y al prójimo.
6. "Acoger al extranjero" que necesita de seguridad y sustento que no pueden ser encontrados en su país de origen.
7. "La obligación de los países ricos de ayudar a los países pobres", especialmente en tiempos de "necesidad inmediata".
8. "La expectativa de las familias de ayudar a otras familias".[79][87]

### Quinto Mandamiento
Este mandamiento exige respeto por la vida humana. Conforme a las escrituras, Jesús expandió este mandamiento, pasando a exigir también que los cristianos amen a sus enemigos y eviten la rabia injusta, el odio y la venganza. La base de toda la doctrina católica sobre el quinto mandamiento es la ética de la santidad de la vida, que Kreeft argumentó como filosóficamente opuesta a la ética de la calidad de vida, una filosofía que el caracteriza como introducida por un libro alemán titulado Die Freigabe der Vernichtung des Lebensunwerten Lebens (en español: El Permiso para Destruir Una Vida Indigna De Ser Vivida). Kreeft afirmó que este libro fue el primero "que ganó la aceptación del público ... por médicos alemanes antes de la Segunda Guerra Mundial — la base y el inicio de prácticas médicas nazis" y eutanásicas. Esta interpretación es generalmente apoyada por revistas médicas modernas que discuten e informan los dilemas colocados por estas filosofías opuestas a los médicos, que muchas veces necesitan tomar decisiones de vida o muerte. Sin embargo, hay expertos en bioética que caracterizan el uso de la "analogía nazi" como inadecuada y "horrorosamente mala", cuando se aplican las decisiones a la calidad de vida. Cumpliendo el quinto mandamiento, la Iglesia católica está activamente involucrada en debates públicos sobre el aborto, la pena de muerte y la eutanasia, y anima a sus fieles para apoyar las leyes y políticas descritas como provida.
Carmona Campo considera que, contrario a una ética laica, que sostiene que la vida es un derecho del sujeto, en la ética cristiana la vida es un don o concesión de Dios que puede retirar cuando él considere conveniente.

#### Aborto
El Catecismo afirma que "La vida humana ha de ser tenida como sagrada, porque desde su inicio es fruto de la acción creadora de Dios y permanece siempre en una especial relación con el Creador, su único fin. La Iglesia afirma que solo Dios es Señor de la vida desde su comienzo hasta su término; nadie, en ninguna circunstancia, puede atribuirse el derecho de matar de modo directo a un ser humano inocente" Matar directa e intencionalmente un ser humano inocente es considerado por la Iglesia un pecado mortal. El asesinato de familiares incluidos "el aborto inducido, el infanticidio, el fratricidio, el parricidio y el asesinato del cónyuge" son considerados crímenes y pecados mortales más graves todavía, "en razón de los lazos naturales que ellos rompen."
La Iglesia reconoce el momento de la concepción como el inicio de la vida humana y hace hincapié que el embrión debe ser "ser defendido en su integridad, cuidado y atendido médicamente en la medida de lo posible, como todo otro ser humano." El aborto inducido fue específica y persistentemente condenado por la Iglesia desde el siglo I.
"la colaboración formal" en el aborto inducido incurre en la pena de excomunión latae sententiae, "esto es, por el hecho mismo de cometer el delito". El Catecismo enfatiza que esta sanción no tiene la intención de restringir la misericordia,  sino solo en dejar claro la gravedad del crimen y los daños irreparables hechos al niño, sus padres y a la sociedad. "La colaboración formal" en el aborto no se extiende solo a la madre que libremente se somete, sino también a los médicos, enfermeros y auxiliares que directamente participan en el acto. La Iglesia tiene varios proyectos como el proyecto Sacerdotes por la vida y ministerios de reconciliación para aquellos que sinceramente se arrepienten de sus pecados de colaboración formal en el aborto.

##### Uso de embriones para investigación o fertilización
El Catecismo de los Estados Unidos para Adultos dedica una sección para la fecundación in vitro, células madre embrionarias y clonación en su explicación del quinto mandamiento, porque muchas veces esas técnicas involucran la destrucción de embriones humanos, considerado por la Iglesia una forma de asesinato gravemente pecaminoso. Las investigaciones científicas con células madre embrionarias son consideradas "un medio inmoral para un buen fin" y "moralmente inaceptable." Citando la Instrucción sobre el respeto a la vida humana naciente y la dignidad de la procreación de la Congregación para la Doctrina de la Fe, la Conferencia de los Obispos Católicos de los Estados Unidos (USCCB) afirma que "Ninguna finalidad, aunque fuese en sí misma noble, como la previsión de una utilidad para la ciencia, para otros seres humanos o para la sociedad, puede justificar de algún modo las experiencias sobre embriones o fetos humanos vivos, viables o no, dentro del seno materno o fuera de él." Ella observa también que el uso de células madre adultas, que son células obtenidas con el consentimiento de alguien y sin poner en causa la vida del donante, es un campo promisorio de investigación y moralmente aceptable.
También en relación con la reproducción médicamente asistida que implica la "inseminación y fecundación artificial", el Catecismo de la Iglesia católica declara que estas técnicas, aún practicadas en el seno de la pareja (o sea, "fecundación artificial homóloga"), "siguen siendo moralmente inaceptables. Disocian el acto sexual del acto procreador. El acto fundador de la existencia del hijo deja de ser un acto por el cual dos personas se dan una a la otra" y «confía la vida y la identidad del embrión al poder de los médicos y de los biólogos, e instaura un dominio de la técnica sobre el origen y sobre el destino de la persona humana. Una tal relación de dominio es en sí contraria a la dignidad y a la igualdad que debe ser común a padres e hijos.»"; y que "solo el respeto por el lazo que existe entre los significados del acto conyugal y el respeto por la unidad del ser humano permite una procreación conforme a la dignidad de la persona".

#### Suicidio y eutanasia
El quinto mandamiento prohíbe el suicidio, incluyendo el suicidio asistido, y la eutanasia incluso para eliminar el sufrimiento. La doctrina católica define la eutanasia como "una acción o una omisión que, por su naturaleza e intencionalmente, provoca la muerte con el objetivo de eliminar el sufrimiento". La Iglesia considera que los cuidados normales de quien enfrenta una muerte inminente no pueden ser retirados o interrumpidos. Estos cuidados normales se refieren, por ejemplo, a la comida, agua y alivio del dolor, y no incluyen los tratamientos extraordinarios, que son las "intervenciones médicas ya inadecuadas a la situación real del enfermo". Son consideradas inadecuadas "porque no proporcionan los resultados que se podrían esperar o también porque [son] demasiado graves" para los enfermos y sus respectivas familias. Por eso, en situaciones de muerte inminente e inevitable, es moralmente aceptable permitir que los enfermos terminales mueran naturalmente y renuncien a tratamientos extraordinarios "que darían solamente un prolongamiento precario y penoso de la vida e interrumpieran los cuidados normales debidos" habituales. La Iglesia apoya la práctica de los cuidados paliativos, incluyendo el uso de analgésicos y sedantes que, al aliviar el dolor, pueden acortar la vida del enfermo, desde que la muerte no sea "querida, ni como fin ni como medio, pero solamente prevista y tolerada como inevitable".

#### Pena de muerte
En los primeros 200 años, los cristianos "se negaron a matar en el servicio militar, en defensa personal o en el sistema judicial", pero todavía no había ninguna posición oficial de la Iglesia sobre la pena de muerte. Cuando la Iglesia fue oficialmente reconocida como una institución pública en el Edicto de Milán (313), a su postura en relación con la pena de muerte fue de tolerancia, pero no de aceptación plena y absoluta. Sin embargo, la pena de muerte tuvo apoyo desde los primeros teólogos católicos: Ambrosio de Milán alentaba a miembros del clero a anunciar y ejecutar la pena de muerte mientras que Agustín de Hipona respondió a las objeciones arraigadas en el quinto mandamiento en su libro De Civitate Dei. Tomás de Aquino y Duns Scot también argumentaron que las Sagradas Escrituras apoyan a las autoridades civiles a ejecutar la pena de muerte. El Papa Inocencio III exigió que Pedro Valdo y los valdenses aceptasen que "el poder secular puede, sin pecado mortal, ejercer el juicio de la sangre, siempre que castigue con justicia, no por odio, con prudencia, sin precipitación" como requisito previo para la reconciliación con la Iglesia. Paul Suris afirma que las enseñanzas oficiales de la Iglesia no han condenado ni promovido absolutamente la pena capital, pero la tolerancia ha fluctuado a lo largo de los siglos. La Inquisición constituyó el ejemplo más memorable del apoyo de la Iglesia a la pena de muerte, aunque algunos historiadores consideran que este tribunal eclesiástico era más indulgente y aplicaba menos la pena de muerte que los tribunales seculares de aquella época.
El 2 de agosto de 2018, la Iglesia católica adoptó la opinión de que la pena de muerte es inadmisible, porque atenta contra la dignidad del hombre. El Catecismo de la Iglesia Católica proclama que "a la luz del Evangelio" la pena de muerte es "un ataque contra la inviolabilidad y la dignidad de la persona" y se compromete con determinación a su abolición en todo el mundo.

#### Salud personal, respeto a los muertos y entierro

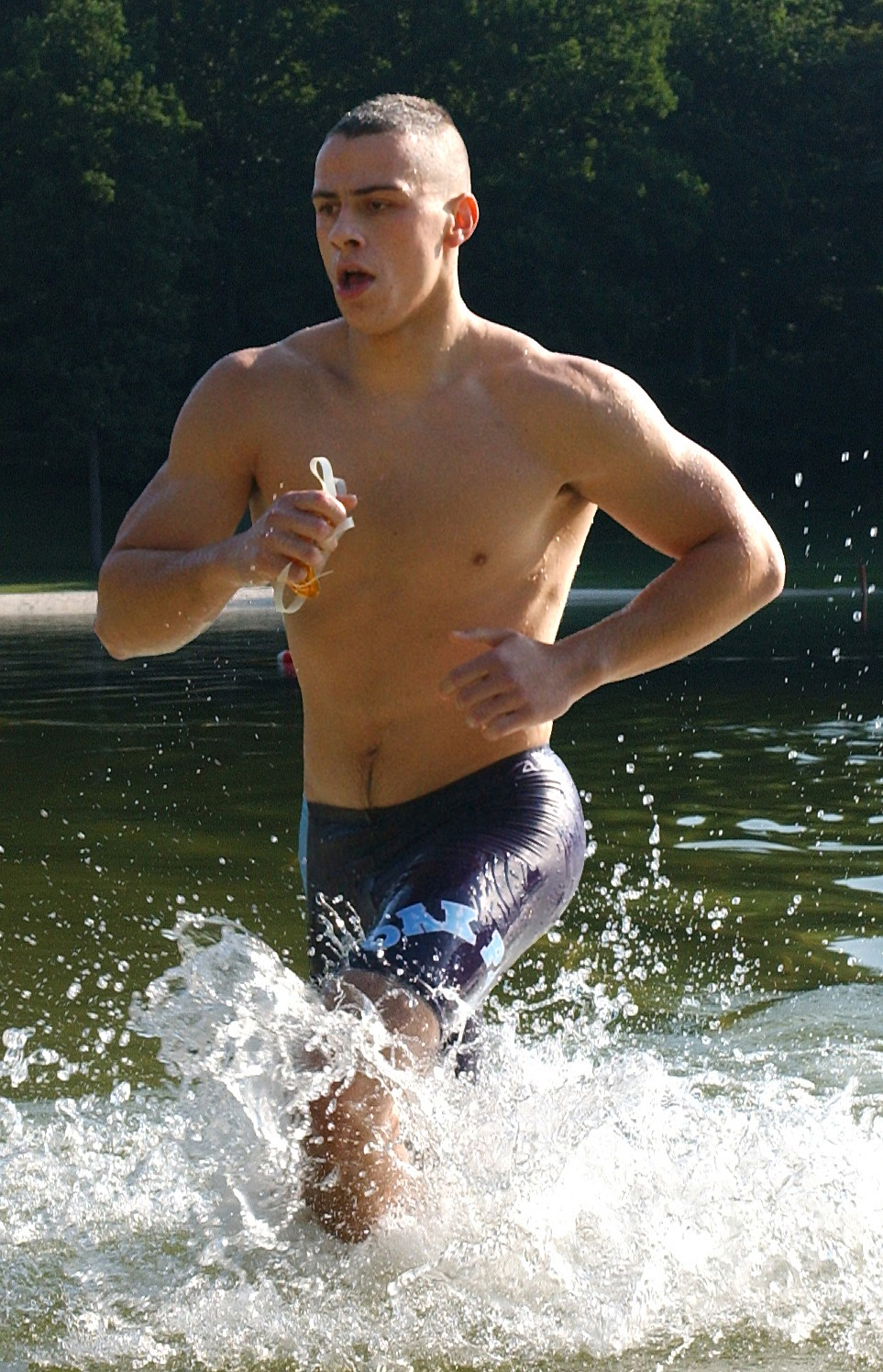
La doctrina católica incluye en el cumplimiento del quinto mandamiento el respeto al propio cuerpo, lo que impide el abuso de alimentos, alcohol, medicamentos, drogas ilegales o comportamientos poco saludables.

De acuerdo con las enseñanzas de la Iglesia, el respeto por la vida humana exige también el respeto del propio cuerpo, impidiendo los comportamientos poco saludables, el exceso de comida, alcohol, medicamentos y drogas ilegales. La Iglesia también advierte contra el comportamiento opuesto de "preocupación excesiva de la salud y bien estar del cuerpo que 'idolatra' la perfección física, la buena condición física y el éxito en los deportes."
Secuestro, terrorismo, tortura, esterilizaciones, amputaciones, mutilaciones y modificaciones corporales que no sean justificados por razones médicas o terapéuticas están prohibidos por la Iglesia. De acuerdo con el Catecismo, las sociedades tienen una obligación moral de esforzarse para ofrecer condiciones de vida saludables para todas las personas.
Según el Catecismo, el entierro de los muertos es una obra de misericordia corporal y "los cuerpos de los difuntos deben ser tratados con respeto y caridad". Por lo tanto, la dispersión de los restos cremados o el entierro en una tumba sin identificación están prohibidos por la Iglesia católica. La donación de órganos, las cremaciones y las autopsias por razones legales y científicas están permitidas. En cuanto a la cremación, la Iglesia la permite siempre y cuando no socave la fe católica en la resurrección de los cuerpos en el Juicio Final.

#### Guerra y autodefensa
De acuerdo con lo expresado en la Biblia, en el Sermón del Monte, Jesús recordó el quinto mandamiento "No matarás" y, expandiéndolo, prohibió también la rabia, el odio y la venganza. Yendo más lejos, Jesús pidió a sus discípulos que amen a sus enemigos. El Catecismo afirma que "El amor a uno mismo sigue siendo un principio fundamental de la moralidad" y, por eso, es "legítimo para hacer valer su propio derecho a la vida". Kreeft dice que la "autodefensa es legítima, por la misma razón que el suicidio no lo es: porque la propia vida es un don de Dios, un tesoro que somos responsables en preservar y defender." El Catecismo enseña que "El que defiende su vida no es culpable de homicidio, incluso cuando se ve obligado a asestar a su agresor un golpe mortal" La legítima defensa puede no solo ser un derecho sino un deber para quien es responsable por la vida de los otros. La defensa del bien común exige que el agresor esté imposibilitado de causar daños. Por esta razón, los que tienen autoridad tienen el derecho a usar las armas para repeler a los agresores contra la comunidad que está bajo su responsabilidad.
La Iglesia exige que todos recen y trabajen para evitar guerras injustas, pero permite la guerra justa si fueren atendidas determinadas condiciones:
1. Las razones para ir a la guerra sean defensivas.
2. "El daño infligido por el agresor... debe ser duradero, grave y seguro."
3. Como último recurso, tomado solamente después de todos los otros medios de poner fin al "daño grave" hayan sido ineficaces.
4. El objetivo final fuera la paz y haya serias posibilidades de éxito.
5. No se produzcan males más graves que eclipsen al mal que se eliminará. Esta condición prohíbe el uso de armas para eliminar todas las ciudades y áreas con sus habitantes.
6. Respeto y cuidado para con los no-combatientes, soldados heridos y prisioneros. Los soldados están obligados a desobedecer las órdenes para cometer genocidio o para violar los principios universales.[88][118]

#### Escándalo
El Catecismo clasifica el escándalo sobre el quinto mandamiento y lo define como una "actitud o comportamiento que lleva a los demás a hacer el mal". En el Evangelio de Mateo, Jesús afirmó que "cualquiera que haga tropezar a alguno de estos pequeños que creen en mí, mejor le fuera que se le colgase al cuello una piedra de molino de asno, y que se le hundiese en lo profundo del mar." La Iglesia considera un pecado y crimen grave causar el debilitamiento de la fe, esperanza y amor de alguien, especialmente si ese alguien fuera un joven y si el agresor fuera una persona de autoridad, como un padre, profesor o sacerdote.

### Sexto Mandamiento
De acuerdo con la Iglesia católica, los humanos son seres sexuales, cuya identidad sexual se extiende más allá del cuerpo, involucrando también la mente y el alma. Los sexos están destinados por designio divino para que sean diferentes y complementarios, ambos con igual dignidad y hechos a la imagen y semejanza de Dios. Los actos sexuales" son sagrados dentro del contexto de la relación conyugal, que refleja un "don mutuo total y temporalmente ilimitado del hombre y de la mujer". Los pecados sexuales, por lo tanto, no violan solo el cuerpo, sino también todo el ser de la persona. En su libro de 1995 Cruzando el Umbral de la Esperanza, Juan Pablo II hizo una reflexión sobre este asunto:
"Los jóvenes, en el fondo, buscan siempre la belleza del amor, quieren que su amor sea bello. Si ceden a las debilidades, imitando modelos de comportamiento que bien pueden calificarse como «un escándalo del mundo contemporáneo» (y son modelos desgraciadamente muy difundidos), en lo profundo del corazón desean un amor hermoso y puro. Esto es válido tanto para los chicos como para las chicas. En definitiva, saben que nadie puede concederles un amor así, fuera de Dios. Y, por tanto, están dispuestos a seguir a Cristo, sin mirar los sacrificios que eso pueda comportar. "
Al igual que el Judaísmo ortodoxo y el Islam, la Iglesia católica considera todos los actos sexuales fuera del matrimonio como pecados mortales. La gravedad del pecado excluye al pecador de la "comunión sacramental" hasta que él se arrepienta y que sea absuelto en la confesión sacramental.

#### Vocación para la castidad
Las enseñanzas de la Iglesia sobre el sexto mandamiento incluyen una discusión profunda sobre la castidad. El Catecismo describe la castidad como "una virtud moral, [...] un don de Dios, una gracia, un fruto del trabajo espiritual". La Iglesia ve el sexo como más que un acto físico; también afecta el cuerpo y el alma, por eso la Iglesia enseña que la castidad es una virtud que todas las personas son llamadas para conquistar y adquirir. Es definida como "la unidad interior del hombre en su ser corporal y espiritual" que integra con Éxito la sexualidad humana en la persona, con su "naturaleza humana entera." Para adquirir esta virtud, los católicos son incentivados a entrar en el "trabajo largo y exigente" del autodominio, que es ayudado por los amigos, gracia de Dios, maduración y educación "que respete las dimensiones morales y espirituales de la vida humana." El Catecismo categoriza las violaciones del sexto mandamiento en dos categorías: "crímenes contra la castidad" y "crímenes contra la dignidad del casamiento".

##### Crímenes contra la castidad
El Catecismo lista los siguientes "crímenes contra la castidad" en orden creciente de gravedad:
1. Lujuria: la Iglesia enseña que el placer sexual es bueno y creado por Dios y que los cónyuges deben "experimentar el placer y la satisfacción del cuerpo y espíritu". Kreeft defiende que la "lujuria no significa placer sexual, como tal, ni el deleite en ella, ni el deseo de ella en su contexto cierto."[134] La lujuria es "un deseo desordenado o un gozo de placer sexual rebelde", o sea, es el deseo de placer sexual por sí solo, fuera de su finalidad de procreación y de la unión de hombre y mujer, cuerpo y alma, en la auto donación mutua.[133][132]
2. Masturbación, que es "la excitación voluntaria de los órganos genitales a fin de obtener un placer venéreo",[132] es considerado pecado por las mismas razones que la lujuria, pero está un nivel arriba de la lujuria porque involucra un acto físico en vez de un acto mental.[133]
3. Fornicación es "es la unión carnal entre un hombre y una mujer fuera del matrimonio." Esta es considerada "gravemente contraria a la dignidad de las personas y de la sexualidad humana", porque es un escándalo "cuando hay corrupción de los jóvenes" y no está ordenado para el "bien de los esposos" ni para la "generación y educación de hijos."[133][132]
4. Pornografía consiste en sacar de la intimidad de los protagonistas actos sexuales, reales o simulados, para exhibirlos ante terceras personas de manera deliberada. Ofende la castidad porque desnaturaliza la finalidad del acto sexual. Atenta gravemente a la dignidad de quienes se dedican a ella (actores, comerciantes, público), pues cada uno viene a ser para otro objeto de un placer rudimentario y de una ganancia ilícita. Introduce a unos y a otros en la ilusión de un mundo ficticio. Es una falta grave. Las autoridades civiles deben impedir la producción y la distribución de material pornográfico.[133]
5. Prostitución es considerada pecaminosa tanto para la prostituta como para el cliente porque reduce a la persona humana a un mero instrumento de placer sexual, violando así la dignidad humana y perjudicando a la sociedad. La gravedad del pecado es menor para las prostitutas que son forzadas al acto por chantaje, miseria o presión social.[133]
6. Violación es un acto intrínsecamente malo que puede causar un daño grave y marcar a la víctima para toda la vida, ofendiendo con violencia y "profundamente el derecho de cada uno al respecto, a la libertad y a la integridad física y moral".[132] Es más grave todavía cuando constituye incesto, o cuando es violación practicada "por educadores contra niños a ellos confiados".[132][133]

##### Homosexualidad
El Catecismo dedica una sección separada para la homosexualidad dentro de su explicación del sexto mandamiento. Al igual que los actos heterosexuales fuera del casamiento, los actos homosexuales son considerados pecados y "son intrínsecamente desordenados". La Iglesia distingue entre las atracciones homosexuales, que no son considerados pecados, y los actos homosexuales, que si lo son. El Catecismo afirma que estos actos "son contrarios a la ley natural, cierra el acto sexual al don de la vida, no proceden de una verdadera complementariedad afectiva sexual, [por eso] no pueden, en ningún caso, ser aprobados". La Iglesia enseña que la inclinación homosexual es «objetivamente desordenada» y que constituye una auténtica prueba para la persona. Pero la Iglesia también enseña que los homosexuales "deben ser acogidos con respeto, compasión y delicadeza" y "cualquier signo de discriminación injusta" contra ellos debe ser evitada.
Los homosexuales son, de acuerdo con la Iglesia, "llamados a la castidad". Ellos deben ser instruidos para practicar las virtudes del "autodominio" que eduquen la "libertad interior", mediante el apoyo de una amistad desinteresada, de la oración y la gracia sacramental. Estos instrumentos y auxilios están destinados a ayudar a los homosexuales a aproximarse, "gradual y resueltamente", a la perfección y santidad cristiana, que es un estado espiritual al cual son llamados todos los cristianos.

#### Amor de marido y esposa

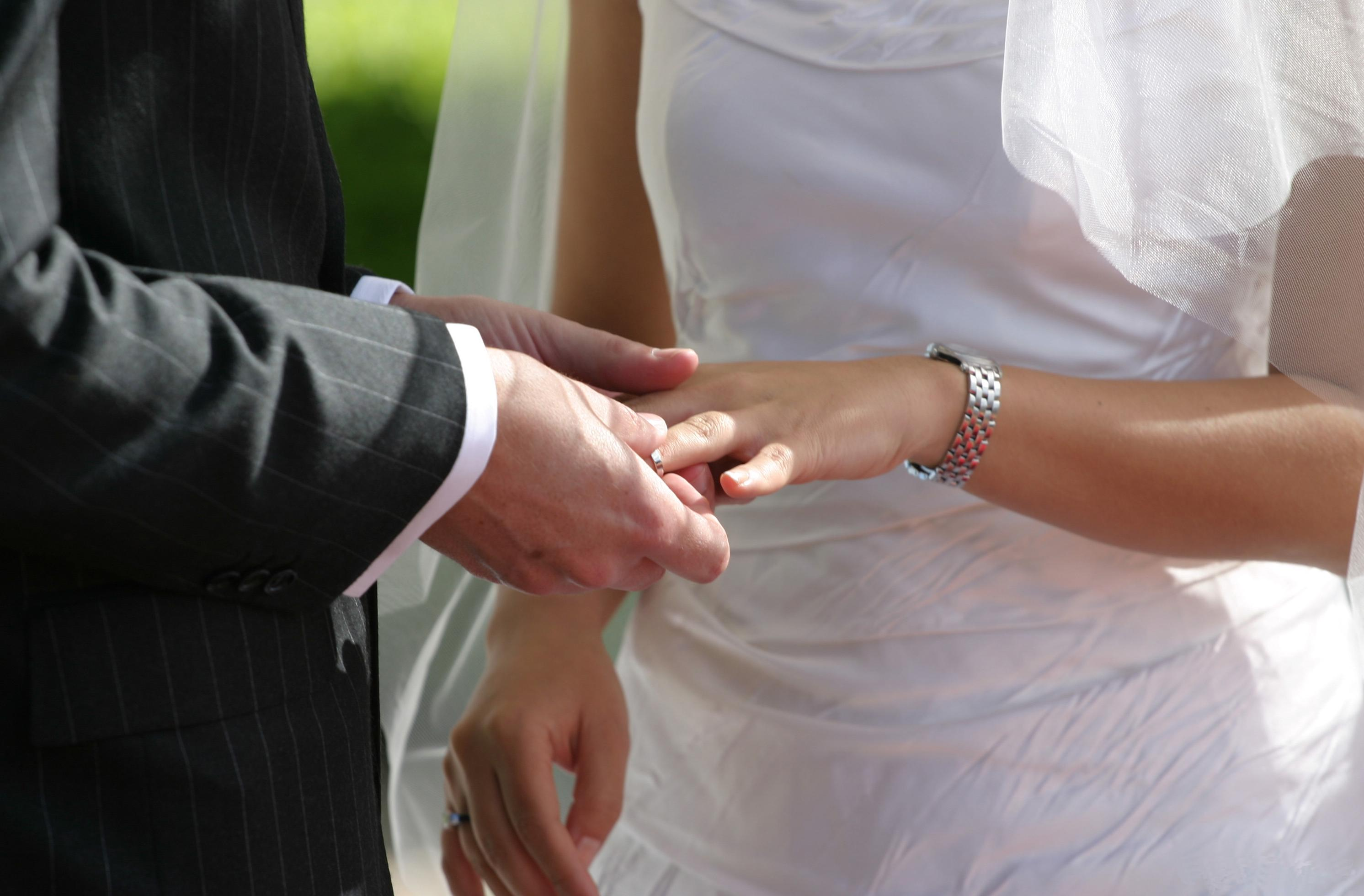
El sexto mandamiento, según la Conferencia de los Obispos Católicos de los Estados Unidos (USCCB), invita a los cónyuges a vivir mutuamente una fidelidad emocional y sexual que es "esencial" al casamiento y un reflejo de la fidelidad de Dios a los hombres.

Según las enseñanzas de la Iglesia, el amor conyugal tiene por objetivo lograr un fin doble e indisociable: la unión de marido y mujer, para "el bien de los propios cónyuges", y la transmisión de la vida. Por lo tanto, "el amor conyugal del hombre y la mujer está, además, bajo la doble exigencia de la fidelidad y la fecundidad". El aspecto unitivo incluye la entrega recíproca del sí mismo de cada pareja, por lo que "simplemente ya no son dos sino una sola carne." El sacramento del Matrimonio es visto como que Dios sella el consentimiento que une a los cónyuges. Este consentimiento incluye la aceptación de los fracasos y errores del otro cónyuge el reconocimiento de la "llamada a la santidad en el casamiento", que exige a ambos un proceso de crecimiento espiritual y de conversión que puede durar toda la vida.

##### Fecundidad del casamiento, el placer sexual y el control de natalidad
A lo largo de la historia de la Iglesia católica, los pensadores católicos ofrecieron opiniones divergentes sobre el placer sexual. Algunos lo vieron como pecaminoso, mientras que otros no estaban de acuerdo. La Iglesia no tenía una posición formal hasta el año 1546, cuando el Concilio de Trento decidió que la concupiscencia invita al pecado, pero "no es formalmente pecaminosa por sí misma." En 1679, el Papa Inocencio XI condenó el "sexo marital hecho solo por placer." La posición de la Iglesia sobre la actividad sexual puede ser resumida como: la "actividad sexual pertenece solamente en el casamiento como una expresión de la unión y donación total, y siempre abierta a la posibilidad de una nueva vida". Los actos sexuales en el casamiento son considerados "nobles y honrados" y son destinados a ser apreciados con "alegría y gratitud".
Los anticonceptivos son anteriores al Cristianismo, la Iglesia católica condenó estos métodos a lo largo de su historia. En respuesta a la Iglesia Anglicana habiendo aceptado la práctica de la anticoncepción artificial en 1930, la Iglesia católica emitió la encíclica papal Casti connubii el 31 de diciembre de 1930. El 1968 encíclica papal Humanae Vitae es una reafirmación de la visión tradicional de la Iglesia católica sobre el matrimonio y las relaciones maritales, así como la condena permanente de control artificial de la natalidad artificial.
La Iglesia anima a las familias numerosas, viéndolas como una bendición. Sin embargo, también reconoce que la paternidad responsable puede, en algunos casos, dependiendo de las circunstancias, necesitar de una cierta limitación o espaciamiento entre los nacimientos, y esto se puede hacer a través de la planificación familiar natural, que es moralmente aceptable, a diferencia de los métodos de anticoncepción artificial, que son rechazados. La Iglesia también rechaza todas las formas de la inseminación artificial, ya que estas técnicas "disocian el acto sexual del acto procreador", "provocan una disociación de la paternidad por intervención de una persona extraña a los cónyuges (donación del esperma o del óvulo, préstamo de útero) son gravemente deshonestas" y "lesionan el derecho del niño a nacer de un padre y una madre conocidos de él y ligados entre sí por el matrimonio". El Catecismo afirma que un niño "no es un derecho, es un regalo" y es el "don más excelente del matrimonio".
Muchos católicos y no católicos han acusado a la Iglesia de contribuir a la superpoblación y a la pobreza al apoyar la planificación familiar natural. El rechazo de la Iglesia por el uso del preservativo es muy criticada, sobre todo en los países donde la incidencia de sida ha alcanzado proporciones de epidemia. En su defensa, la Iglesia cita a países como Kenia y Uganda, donde se alientan los cambios de comportamiento en lugar del uso del condón, y donde se han logrado mayores avances en el control de la enfermedad que en los países que promueven solo el uso del preservativo.

##### Ofensas contra la dignidad del casamiento
Según la Iglesia, el adulterio y el divorcio son considerados "ofensas a la dignidad del matrimonio" y están definidos de la siguiente forma:
1. El adulterio "es el término que designa la infidelidad conyugal. Cuando dos cónyuges, de los cuales por lo menos uno es casado, establecen entre sí una relación sexual, aunque efímera, cometen adulterio."[121] La Iglesia considera el adulterio un pecado mayor que la fornicación porque involucra personas casadas.[133] Kreeft afirma que el adulterio es un pecado "contra su cónyuge, su sociedad, y sus hijos, tanto con su propio cuerpo y su alma."[147]
2. El divorcio "es una ofensa grave a la ley natural. Pretende romper el contrato firmado libremente por los esposos de vivir un con el otro hasta la muerte. El divorcio es una injuria contra la alianza de la salvación, de que el matrimonio sacramental es señal". Según la Biblia, El propio Jesús de Nazaret, reafirmando la indisolubilidad del casamiento, dice que "no es lícito que el hombre, despidiendo a su esposa, se case con otra; ni es legítimo que otro tome como esposa a una que se divorció de su marido".[148][121] Explicando la interpretación de la Iglesia de esta enseñanza, Kreeft dice que Jesús consideraba el divorcio como una acomodación, una tolerancia que estaba infiltrada en la ley judía.[147] La Iglesia enseña que el casamiento fue creado por Dios y fue hecho para ser indisoluble: así como la creación de un niño que no puede ser "des-creado", el vínculo matrimonial de "una sola carne" jamás podrá romperse.[147] El Catecismo afirma que "el cónyuge casado otra vez se encuentra en una situación de adulterio público y permanente", aumentando así la "gravedad de la ruptura".[147][121]

Además de estas dos grandes ofensas, la poligamia, el incesto y la "unión libre" (que incluye la unión de hecho y el concubinato) son también consideradas "ofensas a la dignidad del matrimonio".

##### Separación, divorcio civil y anulaciones
Según la Iglesia, hay situaciones que no corresponden al divorcio:
1. En ciertos casos previstos por el derecho canónico y en situaciones extremas, como la violencia doméstica y el adulterio, la separación es permitida, aunque "permaneciendo el vínculo matrimonial". Esto no es considerado un divorcio y puede ser justificado.[147][149]
2. Divorcio civil no es un divorcio, según la Iglesia. "Si el divorcio civil fuera la única manera posible de garantizar ciertos derechos legítimos, tales como el cuidado de los hijos o la defensa del patrimonio, puede ser tolerado sin constituir falta moral."[147][149]
3. La anulación del casamiento no es un divorcio, pero si es una decisión por parte de la Iglesia de que el casamiento nunca fue válido. El casamiento es considerado nulo se le falta uno de los cinco elementos integrales: el debe ser "completo", "vitalicio", "mutuo", un "don gratuito" y compuesto por un hombre y una mujer.[147] De acuerdo con el Discurso de Juan Pablo II al Tribunal de la Rota Romana, del día 22 de enero de 1996, las parejas no tienen el derecho de anulación, pero si el de presentar su caso de nulidad o validad junto a una "autoridad eclesiástica competente y solicitar una decisión sobre el asunto."[150] De acuerdo con a la diócesis católica de Arlington:

... las señales que pueden indicar motivos para investigar una anulación son: casamiento que excluye en el momento del casamiento o derecho de tener hijos, o para un casamiento permanente, o para una dedición exclusiva. Además de eso, existen casamientos juveniles; casamientos de muy corta duración; casamientos marcados por grave abuso emocional, físico o substancial;  prácticas sexuales anormales; irresponsabilidad profunda y falta de compromiso; autorización condicional para un casamiento; fraude o engaño para obtener el consentimiento del cónyuge; enfermedad mental grave; o un vínculo anterior de casamiento. La determinación debe ser hecha después de una amplia consulta con el párroco o diáconos y basada en pruebas que estuvieran disponibles.

### Séptimo Mandamiento

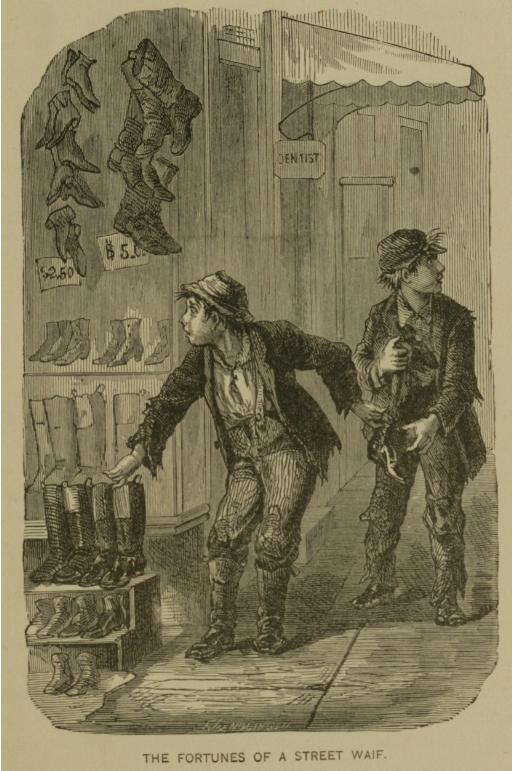
Tomar la propiedad ajena "en necesidad urgente y evidente" para "remediar necesidades inmediatas y esenciales" no es considerado un pecado contra el séptimo mandamiento.

El Catecismo explica que este mandamiento regula los bienes materiales y prohíbe tomar injustamente, usurpar, usar o causar daño a los bienes que pertenezcan a otra persona, contra su propia voluntad. Establece requisitos sobre aquellos que poseen bienes mundanos para usarlos de manera responsable, teniendo en cuenta el bien de la sociedad. El Catecismo aborda el concepto de la creación de Dios en la explicación del séptimo mandamiento y prohíbe el abuso de animales y del medio ambiente.

#### Propiedad privada
Según la Iglesia católica, las personas tienen el derecho a la propiedad privada. Sin embargo, esta propiedad hace de esa persona "un administrador" que se espera que lo haga "fructífero" o rentable de una manera que beneficie a los demás después de que esa persona haya cuidado a su familia. La propiedad privada y el bien común son vistos como elementos complementarios que existen con el propósito de fortalecer la sociedad. La incautación de la propiedad privada de otra persona no se considera ni pecado ni robo cuando una necesidad obvia y urgente es "la única forma de satisfacer las necesidades inmediatas y esenciales (alimentos, vivienda, ropa)". El concepto de que los esclavos son también propiedad privada es condenado por la Iglesia, que lo clasifica como una violación y un robo de los derechos humanos de la persona esclavizada.

#### Justicia social
La encíclica papal Rerum Novarum, que inauguró la sistematización de la Doctrina Social de la Iglesia, discute las relaciones y deberes recíprocos entre trabajos y capital, y entre el gobierno y sus ciudadanos. La preocupación principal fue la necesidad de mejorar, combatir y aliviar "la miseria que presiona tan injustamente la mayoría de la clase trabajadora". La encíclica apoyó el derecho de formar sindicatos de trabajadores, rechazó el comunismo y el capitalismo sin restricciones y reafirmó el derecho a la propiedad privada.
La interpretación del séptimo mandamiento enseña que los empresarios deben equilibrar el deseo de lucros que garanticen el futuro de la empresa y el "bien de las personas". Los dueños de empresas están obligados a pagar a sus trabajadores un salario razonable, honrar los contratos y abstenerse de actividad deshonesta, incluyendo el soborno de funcionarios públicos. Los trabajadores están obligados a hacer su trabajo conscientemente, como está escrito en sus contratos, y evitar la deshonestidad en el ubicación de trabajo, como el uso de material de la empresa para uso personal sin permiso.
La Iglesia enseña que debe existir equilibrio entre la reglamentación gubernamental y las leyes del mercado. Y considera que la dependencia exclusiva del mercado (o capitalismo puro) no consigue abordar suficientemente muchas de las necesidades humanas, mientras que confíen en la regulación del gobierno (o socialismo puro) "pervierte en su base los vínculos sociales". Sin embargo, la Iglesia no rechaza el capitalismo o el socialismo, pero si advierte contra los excesos y los extremos de cada sistema que dará lugar a la injusticia con las personas. La Iglesia también enseña que las naciones más ricas, así como las personas más ricas, tienen la obligación moral de ayudar a las naciones y a las personas más pobres y trabajar para reformar las instituciones financieras y para el beneficio económico de todos.

### Octavo Mandamiento
La Iglesia enseña que "una vez que Dios es el «Verdadero» (Romanos 3:4), los miembros de su pueblo son llamados a vivir en la verdad" y testimoniar la verdad revelada por Jesús y manifestada totalmente por Jesús. Por eso, de acuerdo con la Iglesia, las violaciones y ofensas a la verdad son pecados y tienen diferentes grados de gravedad, dependiendo de las "intenciones de quien comete y los daños sufridos por sus víctimas." A continuación se enumeran los delitos o violaciones:
1. Falso testimonio y perjurio: declaraciones hechas públicamente ante un tribunal por obstruir la justicia, condenando a los inocentes o exonerando a los culpables, o aumentan la pena del acusado.
2. Juicio temerario o precipitado: creer y admitir algo como verdadero, sin pruebas suficientes, en divulgaciones que acusan a otros de los defectos morales.
3. Maledicencia: la difusión de los "defectos de los demás a las personas que no hacen caso", sin razón objetivamente válida.
4. Calumnia: mentir para dañar la reputación de una persona, proporcionando oportunidades para que otros puedan hagan juzgamientos falsos acerca de la persona calumniada.
5. Halago, adulación o complacencia, "alienta y confirma a otro en los actos maliciosos de su maldad y su conducta," puede ser, entre otras cosas, un "discurso para engañar a otros para beneficio personal."
6. Jactancia, vanagloria, presumir, alardear o burlarse: discurso que solo honra a sí mismo y deshonra a los otros.
7. Mentira: es "decir lo que es falso con la intención de engañar" siendo por eso la "ofensa más directa a la verdad" porque la contradice. El Catecismo afirma que la mentira, al dañificar "la relación del hombre con la verdad y con el prójimo, [...] ofende la relación fundamental del hombre y de su palabra con el Señor".[160][164]

La Iglesia exige que los que han manchado la reputación de los demás tienen que reparar las falsedades que han sido comunicadas. Sin embargo, la Iglesia también enseña que toda persona tiene derecho a la privacidad, por eso que no hay necesidad de que una persona revele una verdad a alguien que no tiene derecho a saberla. Los padres tienen prohibido violar el secreto de la confesión, independientemente de cualquier circunstancia o razón y no importando cuan grave sea el pecado o su impacto en la sociedad. Cualquier padre que viole el secreto de la confesión incurre en excomunión latae sententiae, esto es, "por el hecho mismo de violar la norma".
Incluidos en la enseñanza de la Iglesia sobre este mandamiento está el requisito que los cristianos den testimonio de su fe "inequívocamente" en situaciones que lo requieran. Está condenado el uso de las nuevas tecnologías por parte de individuos, empresas o gobiernos para propagar mentiras.

### Noveno Mandamiento

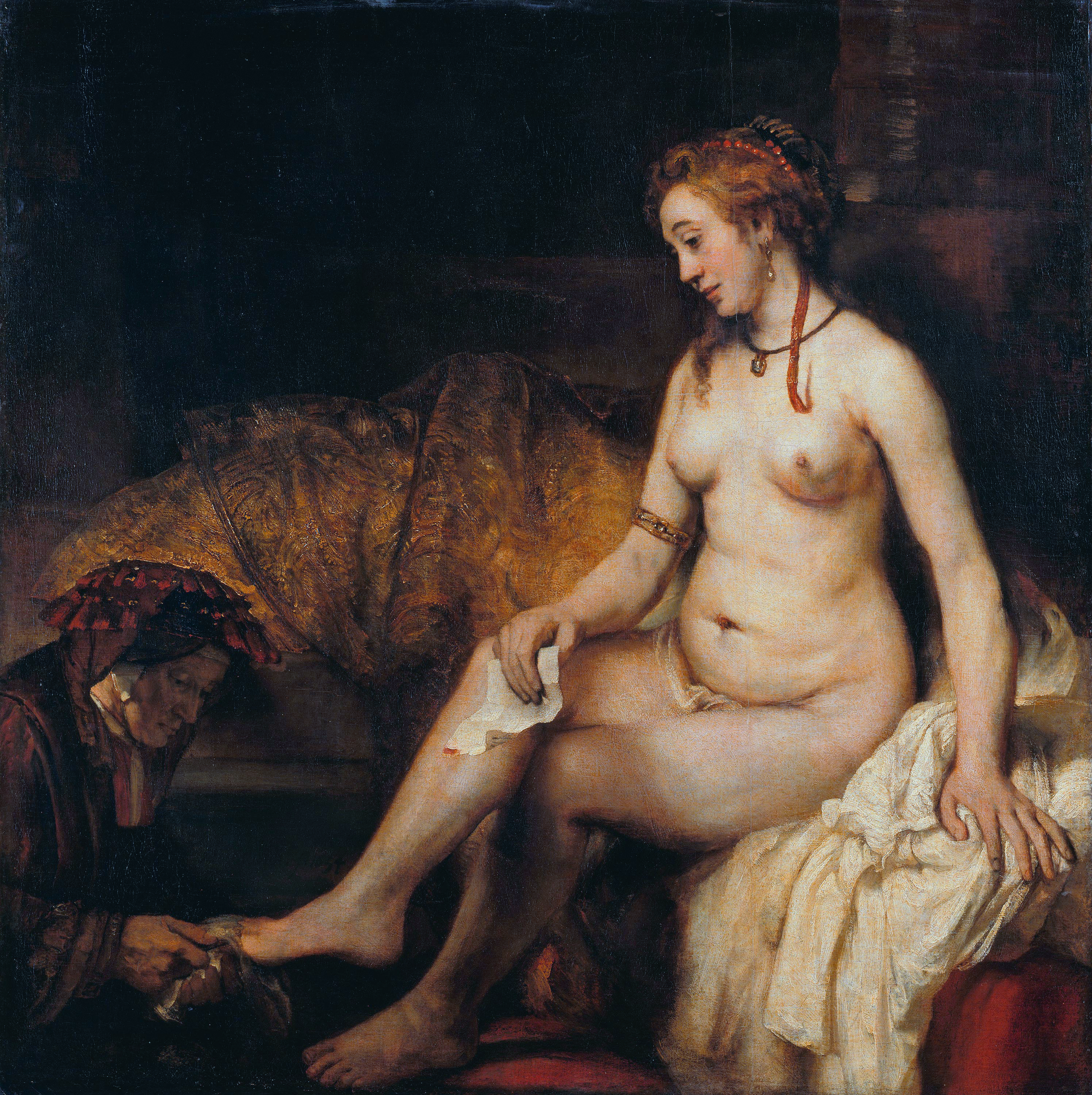
Betsabé en el baño por Rembrandt, 1654. La historia del Rey David y Betsabé ilustra que la codicia lo llevó a los pecados del adulterio y del asesinato.

El noveno y décimo mandamiento tratan de la codicia o avaricia, que es una disposición interior y no un acto físico. El Catecismo distingue entre la codicia de la carne (deseo sexual por otro cónyuges) y la codicia de los bienes materiales.
De acuerdo a los textos bíblicos, Jesús enfatizó la necesidad de pensamientos puros, así como de acciones puras, y afirmó que "cualquiera que mira a una mujer para codiciarla, ya adulteró con ella en su corazón." El Catecismo afirma que, con la ayuda de la gracia de Dios, hombres y mujeres están obligados a superar la lujuria y otros deseos carnales, "tales como las relaciones pecaminosas con un cónyuge de otra persona." La pureza de corazón es sugerida como una cualidad necesaria para realizar esa tarea. Las habituales oraciones e himnos católicos contienen un pedido para esa importante virtud. La Iglesia identifica los siguientes dones de Dios que ayudan a mantener la pureza de una persona:
1. Castidad, que permite que las personas se amen con un corazón recto e indiviso.
2. Pureza de intención, que procura cumplir la voluntad de Dios en todo, sabiendo que solo Él puede llevar a los hombres a su verdadero fin.
3. "Pureza de la mirada, exterior e interior," disciplinando los pensamientos y la imaginación para rechazar aquellos que son impuros.
4. Oración que reconoce el poder de Dios de conceder a una persona la capacidad de superar los deseos sexuales.
5. Modestia y pudor corporal y de los sentimientos, que implica discreción en la elección de las palabras y del vestuario.[168][171]

Acorde a las escrituras, Jesús declaró que son "bien-aventurados los puros de corazón, porque verán a Dios". La pureza de corazón, que introduce el noveno mandamiento, es la "condición previa" para los santos vean a Dios cara a cara y permite a la persona vea las situaciones puras y las personas como Dios las ve. Esta manera de ver las cosas le permite "aceptar al otro como un «próximo» y comprender el cuerpo humano, el nuestro, y del prójimo, como un templo del Espíritu Santo, una manifestación de la belleza divina". El Catecismo enseña que "hay una conexión entre la pureza del corazón, del cuerpo y de la fe," y los "puros de corazón" aquellos que "ponen el intelecto y la voluntad de acuerdo con las exigencias de la santidad de Dios, principalmente en tres áreas: la caridad, la castidad o rectitud sexual, el amor a la verdad y la ortodoxia de la fe".

### Décimo Mandamiento
El desprendimiento de las riquezas es el objetivo del décimo mandamiento y de la primera Bienaventuranza ("Bienaventurados los pobres de espíritu"), porque, de acuerdo al Catecismo, es necesario este precepto para la entrada en el reino de los cielos. La codicia es prohibida por el décimo mandamiento, pues es considerada la "raíz de donde procede el robo, la rapiña y el fraude, prohibidos por el séptimo mandamiento" y que pueden llevar a la violencia y a la injusticia. La Iglesia define la codicia como un "deseo desordenado" que puede asumir diferentes formas:
1. La Avaricia.
2. La Codicia es el deseo inmoderado y excesivo de querer todo aquello que no se necesita.
3. La envidia, uno de los siete pecados capitales, es el deseo inmoderado de querer apropiarse del bien ajeno.[175] La USCCB la define como "una actitud que nos llena de tristeza al ver la prosperidad del otro."[177] Santo Agustín de Hipona afirmó que la envidia es "el pecado diabólico por excelencia. De la envidia nacen el odio, la difamación, la calumnia, la alegría causada por el mal del prójimo y el disgusto causado por su prosperidad".[169]

Explicando la enseñanza de la Iglesia sobre este mandamiento, Kreeft cita a San Tomás de Aquino, que escribió que "un deseo malo solo puede ser superado por un deseo bueno más fuerte."  La USCCB sugiere que esto puede ser conseguido a través del cultivo de la buena voluntad, humildad, gratitud y confianza en la gracia de Dios. En su carta a los Filipenses, San Pablo de Tarso, después de listar sus calificaciones personales y hechos terrenos como judío respetado, consideró todo aquello "como pérdida, comparado con la suprema grandeza del conocimiento de Cristo Jesús, mi Señor, por cuya causa perdió todas las cosas. Yo las considero como estiércol para poder ganar a Cristo y ser encontrado en él". Kreeft explica que la enseñanza de la Iglesia sobre el décimo mandamiento es direccionado para esa actitud de San Pablo para con los bienes materiales, denominada "pobreza de espíritu". Esta actitud humilde y desapegada es una bienaventuranza a ser vivida, porque, conforme a las escrituras, Jesús afirmó "¿qué aprovechará al hombre si ganare todo el mundo, y perdiere su alma?"